# Carlo Buongiorno
Carlo Buongiorno (Roma, 12 marzo 1930 – Bagnoregio, 26 novembre 2011) è stato un ingegnere italiano, primo direttore generale dell’Agenzia Spaziale Italiana.

## Biografia
Allievo e collaboratore del professor Luigi Broglio, Carlo Buongiorno aveva conseguito la laurea in ingegneria elettronica e ingegneria aerospaziale all'Università di Roma, e nel 1954 fu ricercatore presso il Politecnico dell'Università di New York, diretto da Antonio Ferri, dove si occupò di volo spaziale supersonico e ipersonico.
Tornò in Italia nel 1957 e insegnò propulsione aerospaziale alla Scuola di Ingegneria Aerospaziale dell'Università di Roma, nel dipartimento di meccanica e astronautica. In collaborazione con la NASA partecipò ai primi esperimenti di lanci di razzi sonda che si tennero in Sardegna presso il poligono di tiro di Salto di Quirra.
Dal 1961 prese parte al Progetto San Marco, un'iniziativa di cooperazione tra Italia e USA che portò alla messa in orbita del primo satellite italiano, il San Marco 1 nel dicembre 1964. Contribuì alla progettazione e alla realizzazione della base di lancio oceanica del Centro Spaziale Luigi Broglio in Kenya. Tra il 1960 e il 1978 fu il coordinatore del progetto stesso.
Collaborò al gruppo scientifico e tecnico che gettò le basi dell'Agenzia Spaziale Europea (allora ESRO, poi ESA), istituita nel 1975, e fino al 1990 ricoprì l'incarico di capo delegazione italiano nel Consiglio dell'ESA
Tra il 1988 e il 1993 fu il primo direttore generale dell'ASI, appena costituita.
È morto nel 2011, all'età di 81 anni, nella sua casa di Castel Cellesi di Bagnoregio.